# الإبادة الجماعية للسكان الأصليين

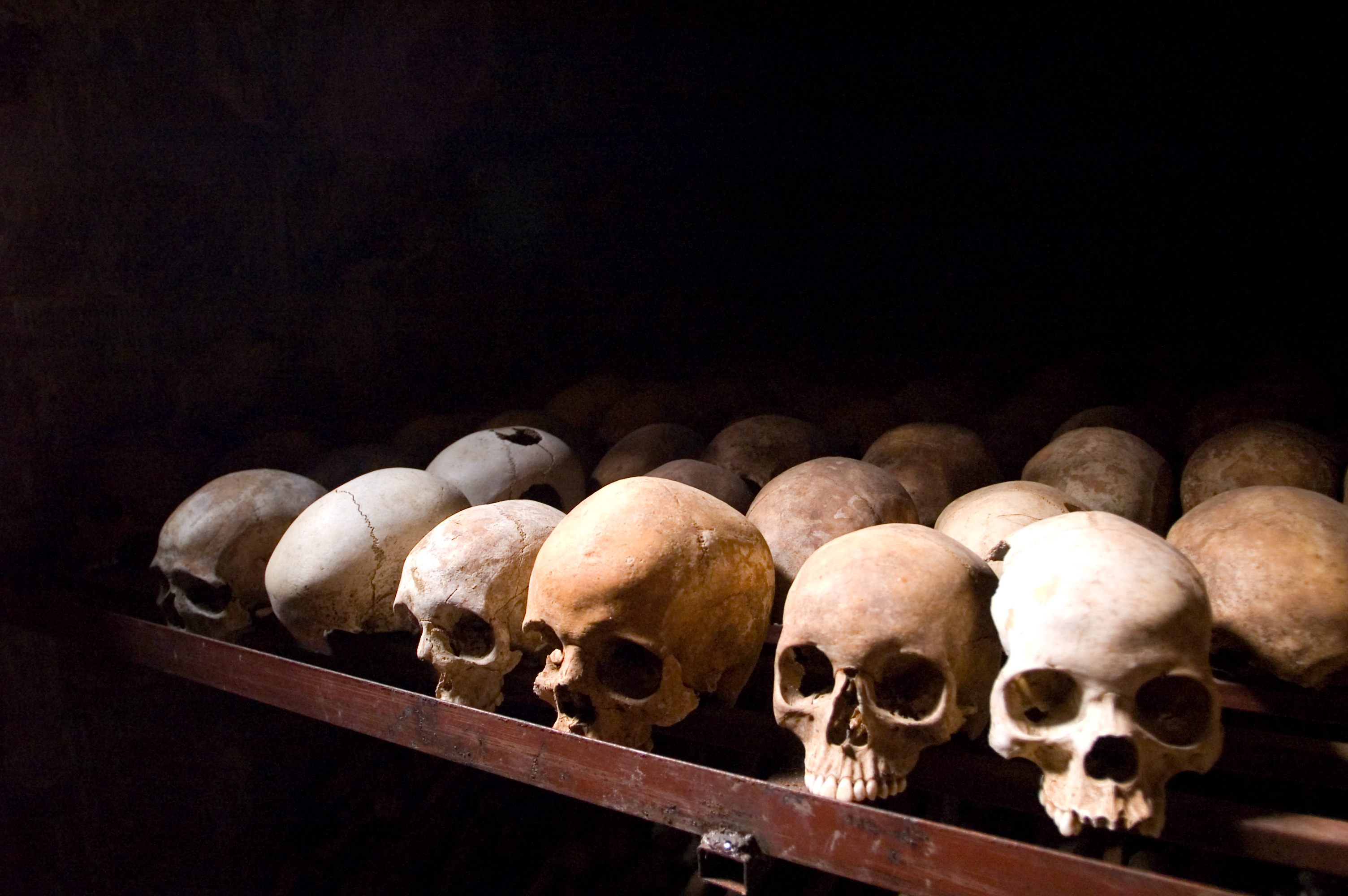

الإبادة الجماعية للسكان الأصليين هي التدمير الشامل لكامل مجتمعات السكان الأصليين. يعرّف السكان الأصليون على أنهم أناس أصبحت أراضيهم التاريخية والحالية محتلة من قِبل التوسع الاستعماري، أو من خلال تشكيل دولة من قِبل مجموعة ذات قوة مهيمنة مثل القوة الاستعمارية.
مصطلح السكان الأصليين تمت صياغته بوساطة رفاييل ليكمن في منتصف القرن العشرين، وقد تضمن التوسع الاستعماري للعديد من القوى الاستعمارية، مثل الإمبراطورية البريطانية والإمبراطورية الإسبانية بشكل متكرر أفعال إبادة جماعية ضد مجموعات السكان الأصليين في الأمريكيتين، وأستراليا، وأفريقيا، وآسيا. بالاستناد إلى ليكمن، فإن الاستعمار بحد ذاته كان «إبادة جماعية فعلية». رأى ليكمن أن هذه الإبادة الجماعية هي عملية مكونة من مرحلتين، أولاً تدمير أسلوب حياة السكان الأصليين. المرحلة الثانية كانت تتمثل بالقادمين الجدد الذين فرضوا أسلوب حياتهم على مجموعات السكان الأصليين.
بالاستناد إلى ديفيد مايبوري لويس، فإن الأشكال الإمبراطورية والاستعمارية للإبادة الجماعية قد سُنّت في طريقين رئيسيين، إما عبر الإخلاء المتعمد والمدروس للأراضي من سكانها الأصليين في سبيل جعلهم قابلين للاستغلال من أجل استخلاص مصادر الثروة أو بناء مستوطنات استعمارية، وإما عبر تجنيد السكان الأصليين كعمال قسريين في مشاريع استعمارية وإمبريالية لاستخلاص مصادر الثروة. غالباً ما تكون أحداث محددة مثل الإبادة الجماعية أمراً مثيراً للجدل.
ناقش بعض الباحثين، ومن ضمنهم ليكمن، فيما إذا كانت الإبادة الجماعية الثقافية، أحياناً يطلق عليها اسم الإبادة العرقية، ينبغي أيضاً أن يتم الاعتراف بها. سوف يستمر الناس في التواجد، لكن في حال منعهم من إبقاء هوية مجموعتهم من خلال حظر ممارساتهم الدينية والثقافية التي تعتبر أساس هويتهم، فإن هذا الفعل يصنف أيضاً كشكل من أشكال الإبادة الجماعية. بعض الأمثلة تتضمن معاملة الحكومة الصينية لشعب التبت، ومعاملة الحكومية الفيدرالية للولايات المتحدة لسكان الأمريكيتين الأصليين.

## نقاش الإبادة الجماعية
مصطلح الإبادة الجماعية تم تعريفه عام 1944 بوساطة رفاييل ليكمن. بعد الحرب العالمية الثانية تم الاعتماد عليه من قِبل الأمم المتحدة في عام 1948. بالنسبة لليكمن، فإن الإبادة الجماعية بصورة عامة تم تعريفها وأُلحقت بها كل المحاولات لتدمير المجموعات العرقية المحددة، سواء أكان هذا التدمير مادي دقيق عبر عمليات القتل الشاملة الواسعة، أو ثقافي نفسي من خلال اضطهاد وتدمير أساليب وطرق حياة السكان الأصليين.
يعتبر تعريف الأمم المتحدة، الذي يستخدم في القانون الدولي، أضيق من تعريف ليكمن، وينص على أن الإبادة الجماعية هي: "أي من الأعمال التالية التي ترتكب بنيّة التدمير، بصورة كاملة أو جزئية، لأمة، أو عِرق، أو مجموعة دينية أو عِرقية، من مثل:
(أ) قتل أفراد المجموعة.
(ب) التسبب بأذى بدني أو عقلي شديد لأفراد المجموعة.
(ت) الإلحاق المتعمد لظروف حياة محسوبة بالمجموعة لإحداث تدمير مادي لها بصورة عامة أو جزئية.
(ث) فرض ضغوط بقصد منع الولادات ضمن المجموعة.
(ج) النقل القسري لأطفال المجموعة إلى مجموعة أخرى.
تحديد ما إذا كانت الأحداث التاريخية ينبغي تصنيفها كإبادة جماعية يمكن أن يكون مسألة شك ونقاش بين الباحثين. يعتمد المؤرخون عادة على تعاريف أوسع مثل تعريف ليكمن، الذي يرى أن العنف الاستعماري ضد السكان الأصليين هو، بشكل طبيعي، إبادة جماعية. على سبيل المثال، في حالة استعمار الأمريكيتين حيث أن 90% من السكان الأصليين للأمريكيتين قد تم ترحيلهم خلال 500 سنة من الاستعمار الأوروبي، يمكن أن يتم نقاش موضوع ما إذا كانت الإبادة الجماعية تحدث حين تم تصنيف المرض على أنه المسبب الرئيسي باختفاء السكان، حيث أن إدخال المرض كان في الغالب غير مقصود. بعض الباحثين في موضوع الإبادة الجماعية يفرّقون اختفاء السكان نتيجة المرض عن العدوان الإبادي الموجه من مجموعة ما تجاه أخرى. جادل بعض الباحثين أن العزم على الإبادة الجماعية ليس ضرورياً، بما أن الإبادة الجماعية يمكن أن تكون نتيجة تراكمية لصراعات صغرى يقوم بها المستوطنون أو المستعمرون أو عملاء الحكومة بارتكاب أعمال عنف ضد مجموعات صغيرة. البعض الآخر قال إن النتائج الكارثية للأمراض الأوروبية ضمن العديد من سكان العالم الحديث قد تفاقمت عن طريق مختلف أنواع العنف الإبادي، وأن الموت المقصود وغير المقصود لا يمكن التفريق بينهما بسهولة.

## أمثلة من فترة ما قبل عام 1948
في القرن السادس عشر قاد توسع الإمبراطوريات الأوروبية إلى احتلال الأمريكيتين، بالإضافة إلى أفريقيا وأستراليا وآسيا. أسفرت فترة التمدد عن العديد من حالات الذبح والإبادة. العديد من شعوب المناطق الأصليين مثل اليوكي والبالاوا الهيريرو كانوا على حافة الانقراض، وفي حالات معينة، قضي على بعض القبائل بأكملها.

### الإبادة الجماعية لسكان أمريكا الأصليين
أثناء الفترة الاستعمارية بين أوائل القرن الخامس عشر وحتى القرن العشرون، تعرض السكان الأصليين في أمريكا للذبح، التعذيب، الترهيب، الإساءة الجنسية، الاحتلال العسكري المنظم، عمليات إزالة من أراضيهم التي ورثوها عن أجدادهم، عمليات الإزالة القسرية لأطفال الأمريكيتين الأصليين من أجل إلحاقهم بمدارس شبه عسكرية، بالإضافة إلى سياسة الفصل.

### الاستعمار الإسباني للأمريكيتين
خلال الاحتلال الإسباني للأمريكيتين، من المقدر أن ثمانية ملايين شخص لقوا حتفهم في سلسلة من الأحداث التي توصف بأنها أولى أعمال الإبادة الجماعية واسعة المدى. الأعمال الوحشية والإبادة المنظمة ضد شعب التاينو في منطقة الكاريبي دفعت الراهب الدومنيكي بارتولومي دي لاس كاساس إلى كتابة تقرير تحت عنوان (تقرير قصير حول دمار جزر الهند) وذلك في عام 1552. كتب لاس كاساس أن السكان الأصليون للمستعمرات الإسبانية في هيسبانيولا قد تقلص عددهم من 400.000 فرد إلى 200 في غضون عقود قليلة.

### الفرنسيون والحروب الهندية (1754-1763)
في 12 حزيران 1755، خلال الحرب الفرنسية الهندية، قام حاكم مساتشوسيس ويليام شيرلي بتقديم هدية (هبة) مقدراها 40 جنيه لكل من يأتي بفروة رأس رجل هندي، و 20 جنيه لكل من يأتي بفروة رأس امرأة هندية أو لكل طفل تحت 12 سنة.

### المكسيك
في عام 1835، قام حاكم ولاية سونورا المكسيكية بتقديم صدقة على المستوطنين لقتل شعب الأباتشي، والتي تطورت مع الوقت لتصبح مكافأة من قِبل الحكومة مقدراها 100 بيزو لكل من يأتي بفروة رأس ذكر بعمر 14 عاماً أو يزيد. المؤلف والمؤرخ جيمس هالي كتب: «مع بدايات عام 1837 في شيواوا أيضاً تم تقديم 100 بيزو لمن يأتي بفروة رأس محارب، 50 بيزو لمن يأتي بفروة رأس امرأة، 25 بيزو لمن يأتي بفروة رأس طفل، إنها ليست أكثر أو أقل من إبادة جماعية».

### السياسة في البرازيل الحديثة
هناك جدال دائر حول مجزرة جماعية حدثت خلال الحقبة الحديثة مع تدمير مستمر لقبيلة جيفارو يانوماني وقبائل أخرى. فقد اختت أكثر من 80 قبيلة للسكان الأصليين خلال عامي 1990 و1957، وقتل 80% من تعداد السكان الذي كان نحو مليون نسمة خلال هذه الفترة عن طريق تحوير الثقافة والمرض والجرائم.

### الحروب الأمريكية الهندية
خلال الحروب الأمريكية الهندية، نفذ الجيش الأمريكي مجموعة من الضغوط وعمليات الترحيل القسرية للسكان الأصليين، والتي تعتبر إبادة جماعية في بعض الحالات. مذبحة رمال كريك عام 1864، والتي سببت ضجة واسعة في ذلك الوقت قد تم اعتبارها إبادة جماعية. الكولونيل جون تشيفنغتون قاد قوة عسكرية مكونة من 700 رجل من مليشيا إقليم كولورادو في مذبحة راح ضحيتها 70-163 شخص مسالم من قبيلتي تشيني وآرابوها، وكان نحو الثلثين منهم من النساء والأطفال والرضع.